# Cirkuska parada
Cirkuska parada (francuski: Parade de cirque) je slika poentilista Georgesa Seurata koju je slikao od 1887. – 1888. god. Ova slika se smatra jednim od njegovih najznačajnijia djela, između ostaloga zbog svojih elemenata koji su raspoređeni prema pravilu zlatnog reza.
Ovo je jedno od njegovih prvih djela s noćnim prizorom i s temom popularne zabave. Seurat je radio na ovoj temi gotovo 6 godina dok napokon nije završio ovu sliku. Prvi put je izložena 1888. godine u Salon de la Societe des Artistes Independants (Salon društva neovisnih umjetnika). Bilo je jedno od manje cjenjenijih djela Seurata, ali kasnije će biti prepoznato kao jedno od najznačajnijih njegovih djela. 
Povjesničar umjetnosti Alfred H. Barr Jr. ističe njezinu važnost zbog tajnovitosti i snažne simetrije što je bilo vrlo inovativno. U ovom djelu prevladavaju horizontalne i vertikalne linije što može biti utjecaj kompozicijskih rješenja antike, pa čak i egipatske umjetnosti. 
Kako je slikano uljnim bojama slika ostavlja pravi dojam tek pod plinskom rasvjetom gdje boje boje instrumente, ljudska lica, a cijela slika ima sjaj kao da je nešto zapaljeno iza nje. Vjeruje se kako je umjetnik težio tom dojmu da uljanim bojama i plinskom rasvjetom dočara ozračje cirkusa.
Povjesničar John Russell pretpostavlja kako je inspiracija za sliku bila pjesma La parade koju je objavio Arthur Rimbaud u simbolističkoj reviji La vogue 13. svibnja 1886. „Nikakva geometrija ne može sakriti činjenicu kako je ova slika zapravo kritika društva. No ova kritika je pjesnička, a ne politička”, zapisao je Russell. Rimbaud je cirkusku paradu prepoznao kao odraz modernog života: 
Ova slika je snažno utjecala na fovizam, kubizam i orfizam